# Miss Agent
Miss Agent (ang. Miss Congeniality) – amerykański film komediowy z 2000 w reżyserii Donalda Petriego.
W 2005 powstał sequel filmu pt. Miss Agent 2: Uzbrojona i urocza.

## Fabuła
Nieuchwytny od lat terrorysta, posługujący się pseudonimem „Obywatel”, zapowiada zamach na zbliżający się 75. finał wyborów Miss Ameryki, który ma odbyć się w San Antonio w Teksasie. W celu udaremnienia ataku i schwytania przestępcy agent FBI Eric Matthews postanawia wysłać na konkurs jedną ze swoich agentek. Ta, przy wsparciu organizatorów – Kathy Morningside (byłej Miss Ameryki) i Stana Fieldsa (mistrza ceremonii) – miałaby zapewnione miejsce w finale. Wybór pada na Gracie Hart, zdolną i inteligentną, ale nieokrzesaną, niepokorną i zaniedbaną agentkę o niewyparzonym języku. Hart sceptycznie podchodzi do pomysłu, bo jest przeciwniczką tego typu imprez i nie wykazuje zainteresowania modą, jednak w końcu startuje w konkursie jako reprezentantka stanu New Jersey pod fikcyjnym nazwiskiem Gracie Lou Freebush. Na dwa dni przed rozpoczęciem wyborów zmienia swój wizerunek, nabiera wdzięku oraz uczy się dobrych manier i wyczucia stylu pod okiem sfrustrowanego stylisty Victora Mellinga.
Hart w trakcie udziału w konkursie poznaje pozostałe uczestniczki, dzięki czemu stopniowo zmienia stereotypowe zdanie o tego typu wydarzeniach. Zaprzyjaźnia się z Cheryl, reprezentantką stanu Rhode Island, zbliża się także do agenta Erica Matthewsa, z którym wcześniej utrzymywała jedynie zawodowe relacje. Podczas konkursu FBI informuje o zatrzymaniu „Obywatela”, dlatego kończy akcję, jednak Hart utrzymuje, że właściwy przestępca wciąż jest na wolności, dlatego decyduje się na kontynuowanie działań na własną rękę. Wspólnie z Matthewsem udaremniają atak terrorysty, którym okazał się Frank Tobin, syn Kathy Morningside, pragnącej zemścić się na organizatorach konkursu za odsunięcie jej od kolejnych wyborów. Dzień po wyborach Hart otrzymuje od Miss Ameryki komplementarny tytuł Miss Koleżeńskości (ang. Miss Congeniality).

## Produkcja
Głównym scenarzystą filmu został Marc Lawrence, który chciał przeprowadzić badania o kobietach pracujących w FBI. Podczas prac nad scenariuszem obejrzał transmisje z kilku konkursów piękności oraz zasiadał na publiczności podczas wyborów Miss Ameryki 1999 odbywających się w Branson w stanie Missouri. W tworzeniu fabuły pomogli mu Katie Ford i Caryn Lucas. Film wyreżyserował Donald Petrie, a za produkcję odpowiadała Sandra Bullock, odtwórczyni głównej roli. Zdjęcia zrealizował László Kovács.
Za scenografię do filmu odpowiadał Peter Larkin. Na potrzeby filmu wybudowano m.in. instalację przypominającą Statuę Wolności. Kostiumy do filmu zaprojektowała Susie De Santo, która przy pracy inspirowała się produkcjami My Fair Lady i Pygmalion. Koordynatorem sekwencji filmowych i komputerowych na planie zdjęciowym był Todd Marks. Układu choreograficzne w scenach zbiorowych opracował Scott Grossman, który zagrał także epizodyczną rolę w filmie. Do scen walki aktorów przygotowywał Jack Gill.

## Obsada
- Sandra Bullock – Gracie Hart
- Michael Caine – Victor Melling
- Benjamin Bratt – Eric Matthews
- Candice Bergen – Kathy Morningside
- Ernie Hudson – Harry McDonald
- William Shatner – Stan Fields
- Heather Burns – Cheryl Frasier, Miss Rhode Island
- Steve Monroe – Frank Tobin/Frank Morningside
- Melissa De Sousa – Karen Krantz, Miss Nowego Jorku
- Deirdre Quinn – Mary Jo Wright, Miss Teksasu
- Wendy Raquel Robinson – Leslie Davis, Miss Kalifornia

## Nagrody i nominacje
Złote Globy 2000
- Najlepsza aktorka w komedii lub musicalu – Sandra Bullock (nominacja)
- Najlepsza piosenka – „One in a Million” – muz. i sł. Bosson (nominacja)

Nagroda Satelita 2000
- Najlepsza aktorka w komedii lub musicalu – Sandra Bullock (nominacja)